# سيمو كداري
سيمو كداري (بالإسبانية: Simo Keddari)‏ هو لاعب كرة قدم إسباني من أصل جزائري في مركز الدفاع، ولد في 3 فبراير 2005 في تاراسا في إسبانيا يلعب في النادي العربي القطري.

## وصلات خارجية
- سيمو كداري على موقع الاتحاد الأوربي (الإنجليزية)
- سيمو كداري على موقع قاعدة بيانات كرة القدم.إي يو (الإنجليزية)
- سيمو كداري على موقع Soccerbase.com (لاعب) (الإنجليزية)
- سيمو كداري على موقع Soccerway.com (الإنجليزية)
- سيمو كداري على موقع عالم كرة القدم.نت (الإنجليزية)